# De stervende zwaan
De stervende zwaan (Frans: La mort du cygne; Russisch: Умирающий лебедь, Umirayushchiy lebed) is een expressieve pas seul uit 1905 van de choreograaf Michel Fokine. Fokine schreef de danssolo als vehikel voor de carrière van ballerina Anna Pavlova. Het stuk is gezet op de Le Cygne (De zwaan), een cellosolo uit Het carnaval der dieren uit 1886 van de Franse componist Camille Saint-Saëns. Léon Bakst ontwierp het oorspronkelijke kostuum voor de zwaan. De opvoering duurt ongeveer drie minuten.

## Uitvoeringen
Russisch-Amerikaans choreograaf Michel Fokine ontwierp De stervende zwaan als een pas seul (balletsolo) voor ballerina Anna Pavlova. Dit was op vraag van de ballerina, die geïnspireerd was door Alfred Tennysons gedicht The Dying Swan en de zwanen die ze in het park zag. Het ballet heette aanvankelijk gewoon de De zwaan, maar kreeg de huidige naam omdat Pavlova's dramatische interpretatie neerkwam op een sterven. Pavlova danste het stuk voor het eerst op 22 december 1905 naar aanleiding van een benefietconcert in het Mariinskitheater te Sint-Petersburg. Het kostuum van de zwaan dat Pavlova toen droeg, was ontworpen door Léon Bakst.
Anna Pavlova danste De stervende zwaan zo'n 4000 keer in haar leven en vereeuwigde de rol. Wanneer ze het balletgezelschap van Sergej Djagilev verlaat om haar eigen compagnie op te richten, wordt het stuk uitgevoerd als hoogtepunt in haar programma's. Op haar sterfbed zou Pavlova gevraagd hebben haar zwanenkostuum klaar te leggen.
Behalve door Pavlova zelf werd de pas seul ook uitgevoerd door onder meer Galina Oelanova, Alicia Markova, Margot Fonteyn, Marina Semjonova, Isadora Duncan, Ulyana Lopatkina en Maja Plisetskaja. De choreografie werd daarbij vaak aangepast aan de techniek en het temperament van de ballerina. Zo danste Plisetskaja De stervende zwaan als een heus gevecht tegen de dood. Het ballet is nog steeds de meestgespeelde van alle balletsolo's. Ook in het kunstschaatsen wordt het stuk ten uitvoer gebracht.

## Choreografie
De dans van De stervende zwaan stelt geen zware technische eisen, maar vergt wel artistiek veel. Hij bestaat grotendeels uit pas de bourrée suivi (kleine danspassen) met soepele bewegingen van het bovenlichaam en de beide armen. Daarbij lijkt de ballerina gracieuze vleugelslagen te maken. In het slotgedeelte gaat de ballerina op de linkerknie zitten met haar rechterbeen naar voren gestrekt. Ze legt haar armen als vleugels samen en bergt daar haar hoofd in weg. Met deze dans gaf Michel Fokine antwoord op eerdere kritiek dat hij het dansen en pointe negeerde.
De stervende zwaan werd een symbool voor het nieuwe Russisch ballet dat techniek met expressiviteit combineerde. Fokine zelf zei: "het doel van de dans is niet het ten toon spreiden van techniek, maar wel de creatie van het symbool van de voortdurende strijd in dit leven [...] het doet niet enkel een beroep op de ogen, maar ook op de emotie en de verbeelding". Het ballet is dus een symbool voor het sterven in schoonheid, maar ook voor ijdelheid.
Isabelle Fokine, de kleindochter van de choreograaf, bekritiseert moderne opvoeringen die De stervende zwaan interpreteren als een variatie uit Het zwanenmeer. In dat ballet danst de ballerina als Odette, een tragische jonge vrouw die in een zwaan werd omgetoverd. In Fokines stuk dient de zwaan slechts als metafoor voor het echte thema, vergankelijkheid. De symboliek van De stervende zwaan gaat wel terug op de choreografie van Lev Ivanov voor het tweede en vierde bedrijf van Het zwanenmeer. Net als Ivanov maakt Fokine voor zijn dans gebruik van romantische dans-beelden met een poëtische in plaats van letterlijke betekenis. Het beeld van de stervende zwaan bouwt ook op de mythe van de zwanenzang.

## Documentatie
Omdat de choreografie voor De stervende zwaan veelvuldig werd aangepast, bracht Michel Fokine in 1925 een officiële versie uit. Deze publicatie bevatte ook 36 foto's waarop zijn vrouw, Vera Fokina, de opeenvolgende poses uit het ballet toont. Er is uit dat jaar ook een video-opname van Anna Pavlova die De stervende zwaan danst. Het gaat om een stomme film waar later vaak de compositie van het stuk aan werd toegevoegd. De opname stopt helaas voor het einde van de opvoering.

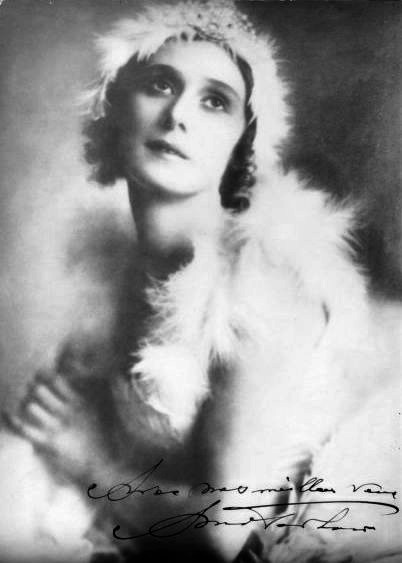
Anna Pavlova in het kostuum, ca. 1928
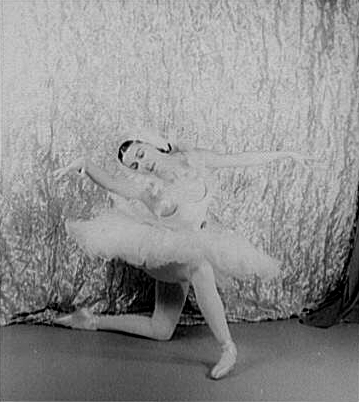
Alicia Markova als de stervende zwaan (1948)
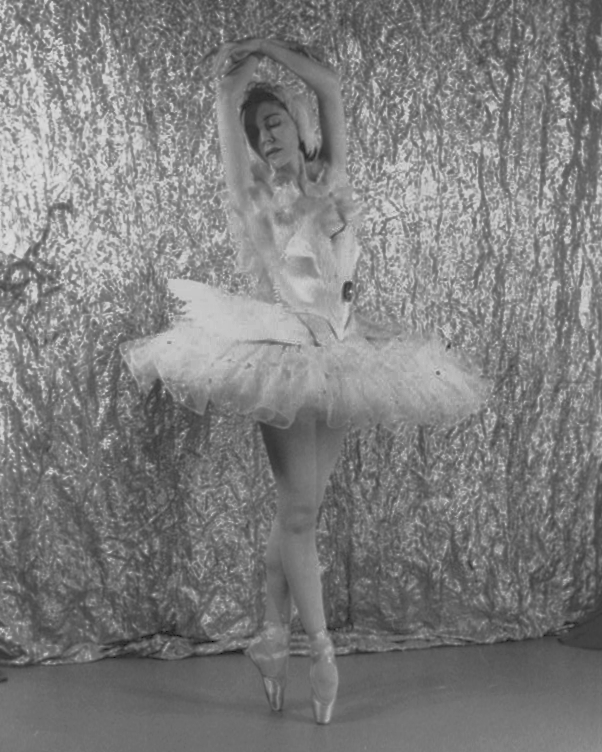
Alicia Markova als de stervende zwaan (1948)